# Melvil Dewey

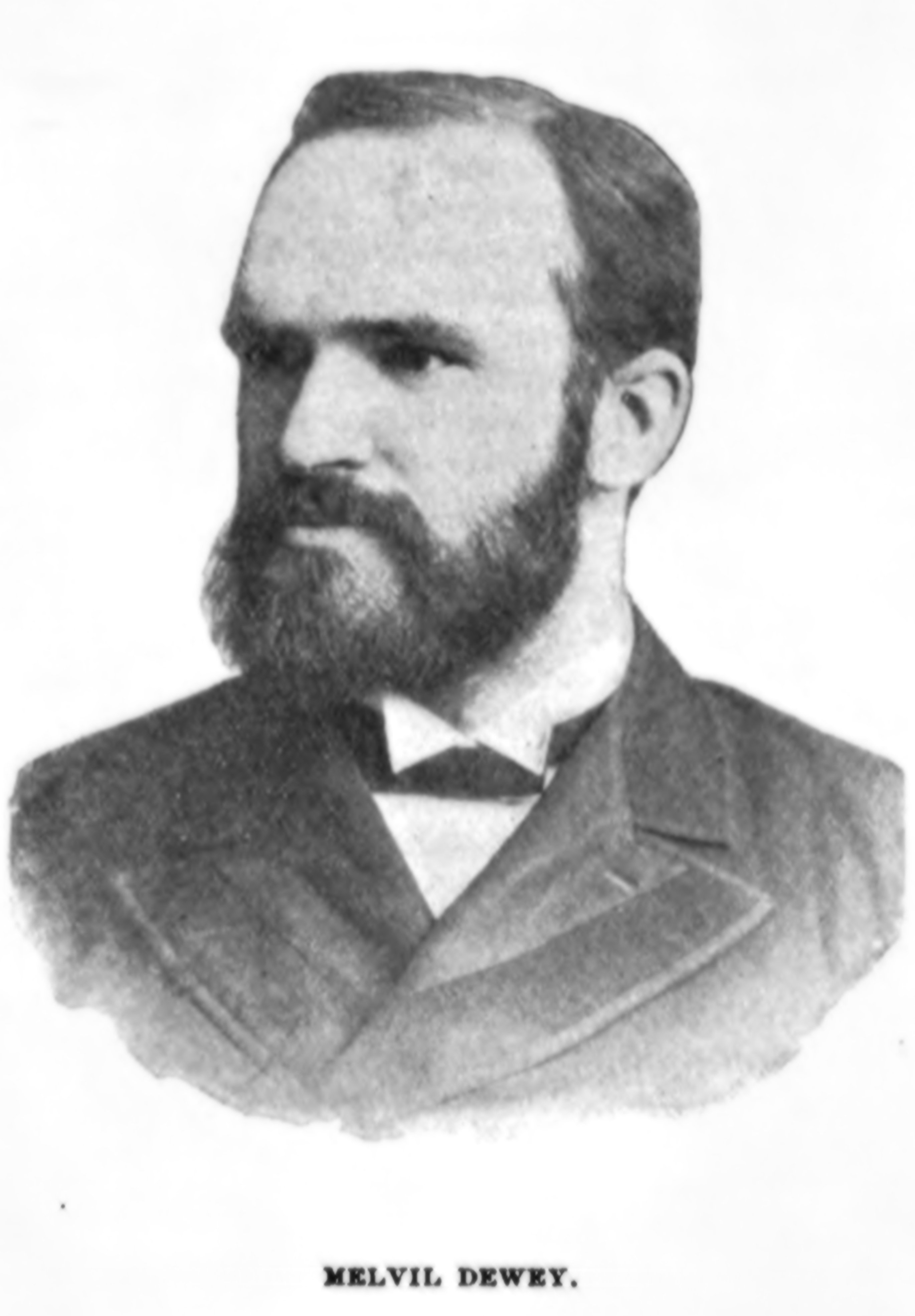
Melvil Dewey

Melvil Dewey (* 10. Dezember 1851 als Melville Louis Kossuth Dewey in Adams Center, New York; † 26. Dezember 1931 in Lake Placid, Florida) führte die nach ihm benannte Dewey-Dezimalklassifikation ein, ein System zur Klassifikation literarischer Werke für Bibliotheken.
Als Student am Amherst College entwickelte er die Dewey-Dezimalklassifikation. Gemeinsam mit seinem Freund, dem Bibliothekar Charles Cutter, gründete er die American Library Association (ALA). Beide Männer hielten Vorträge auf der ersten ALA-Konferenz 1876 in Boston. Dewey war von 1876 bis 1890 Sekretär und von da an bis 1893 Präsident der ALA.
Er betätigte sich als Rechtschreibreformer der englischen Sprache und ist beispielsweise für die amerikanische Schreibweise Catalog verantwortlich (die britische Schreibweise blieb bei Catalogue). Dewey änderte seinen eigenen Namen von Melville Louis Kossuth Dewey vereinfachend in Melvil Dui.
Dewey veröffentlichte 1876 das Buch A Classification and Subject Index for Cataloguing and Arranging the Books and Pamphlets of a Library. (Dewey Decimal Classification).
1883 wurde Dewey Bibliothekar an der Columbia-Universität in New York City, wo er 1887 die erste Bibliotheksschule gründete. Außerdem war er Mitbegründer, Herausgeber und Autor der Zeitschrift Library Journal, für die er zahlreiche Beiträge schrieb. Er gründete des Weiteren das „Library Bureau“, eine Firma zu Vermarktung von Bibliotheksmaterialen.
Dewey gehörte zu den Mitbegründern eines Wintersportclubs und Resorts in Lake Placid, dem Lake Placid Club auf den der heutige Name des Ortes zurückgeht. Auf Betreiben Deweys war es Juden und Schwarzen nicht gestattet, den Club zu besuchen. Kritik an diesem diskriminierenden Vorgehen sowie etliche Skandale um sexuelle Belästigung seitens Deweys führten um 1905 zu seinem Rückzug aus der American Library Association. Auf Betreiben Deweys und seines Sohnes Godfrey Dewey wurden die Olympischen Winterspiele 1932 in Lake Placid abgehalten. 1980 fanden erneut Olympische Winterspiele am selben Ort statt.
Am 26. Dezember 1931 starb er an den Folgen eines Schlaganfalls in Lake Placid, Florida. Der Ort hatte sich auf Anregung Deweys wenige Jahre zuvor diesen Namen gegeben. Aufgrund seiner Leistungen zur Standardisierung des Bibliothekswesens wurde Dewey in die „Hall of Fame“ der ALA aufgenommen. Überdies ist er Namensgeber für den Mount Dewey, einen Berg in der Antarktis. Die höchste Auszeichnung der American Library Association war bis 2019 nach Dewey benannt, wurde aber aufgrund der Kontroversen um seine Person umbenannt.